# Elecciones presidenciales de Venezuela de 1854
Las elecciones presidenciales de Venezuela de 1854 se realizaron en el mes de octubre donde se contaron los escrutinios por el Congreso bicameral de la República para elegir al sucesor de José Gregorio Monagas como presidente del Estado de Venezuela. En estos comicios resultó vencedor el militar José Tadeo Monagas, quien era hermano del presidente de turno, y ganó con casi el 100 % de los sufragios de la Cámara de Representantes y del Senado.

## Contexto histórico
Para octubre de 1854, el presidente del Estado de Venezuela era José Gregorio Monagas, quien fue elegido entre agosto y octubre de 1850 para el ejercicio de dicho cargo para el período constitucional comprendido entre 1851 y 1855, por lo tanto, su mandato estaba por terminar. Cabe destacar que su elección fue posible gracias a la presión e influencia de José Tadeo Monagas, presidente en ese momento, sobre el Congreso del Estado.
Ambos presidentes eran hermanos, y habían ejercido el poder de forma autocrática hasta lograr establecer un nepotismo entre ambos. Para esta elección, José Tadeo Monagas vuelve como aspirante a la Presidencia y se ampara principalmente en el Gran Partido Liberal Amarillo, en su gestión presidencial entre 1847 y 1851 y en su hermano José Gregorio Monagas, para regresar a la Presidencia, bajo el lema “Paz, Unión, Orden y Progreso”.

## Candidatos
Para esta elección indirecta se presentaron los siguientes candidatos:
- Fermín Toro, destacado político, diplomático, escritor, docente y botánico caraqueño, que ya se había desempeñado como diputado del Congreso Nacional entre 1832 y 1835, período en el cual también presidió la Cámara baja, y después en 1848; además de ministro de Hacienda en 1847.
- José Tadeo Monagas, destacado militar y político maturinés, quien ya se había desempeñado como Gobernador civil y militar de la Provincia de Barcelona entre 1822 y 1833 y presidente del Estado de Venezuela entre 1847 y 1851.

## Resultados
El ganador de las elecciones fue el militar José Tadeo Monagas.
|  | 99.75 % |

|  | 0.25 % |